# County Line (Alabama)
County Line ist ein Ort im Blount County und im Jefferson County, Alabama in den Vereinigten Staaten. Die Gesamtfläche von County Line beträgt 2,5 km². 2020 hatte County Line 311 Einwohner.

## Demografie
Nach der Volkszählung aus dem Jahr 2000 hatte County Line 257 Einwohner, die sich auf 97 Haushalte und 73 Familien verteilten. 95,72 % der Bevölkerung waren weiß, 2,72 % afroamerikanisch. In 40,2 % der Haushalte lebten Kinder unter 18 Jahren. Das Durchschnittseinkommen betrug 25.625 US-Dollar pro Haushalt, wobei 17,4 % der Bevölkerung unterhalb der Armutsgrenze lebten.